# كامل كرول
كامل كرول (بالبولندية: Kamil Król)‏ هو لاعب كرة قدم بولندي في مركز الهجوم، ولد في 20 يونيو 1987 في Gmina Janów Lubelski ‏ في بولندا. شارك مع منتخب بولندا تحت 19 سنة لكرة القدم. أما مع النوادي، فقد لعب مع غورنيك زابجه ونادي بريشيا.

## وصلات خارجية
- كامل كرول على موقع قاعدة بيانات كرة القدم.إي يو (الإنجليزية)
- كامل كرول على موقع Soccerway.com (الإنجليزية)